# Daniel Thomas Turley Murphy
Daniel Thomas Turley Murphy (Chicago, 25 de enero de 1943) es un sacerdote agustino y obispo católico estadounidense. Fue obispo de Chulucanas, entre el 2000 a 2020.

## Biografía

### Primeros años y formación
Daniel Thomas nació el 25 de enero de 1943, en Chicago, estado de Illinois, Estados Unidos. Hijo de John Turley y Anne Murphy de Turley; tiene como hermanos a: John, Hna. Patricia Ann OP (†) y Nance.
Realizó su formación en Mendel Catholic High School, donde se graduó en 1960.
Realiza estudios de Filosofía en el Seminario Agustiniano en Tolentine College, (Olympia Fields), y en la Universidad Villanova. 
Estudió Teología en el Seminario Mayor de la Provincia de Michoacán (México) con los Agustinos. 

### Vida religiosa
El 3 de septiembre de 1960 entró en la Orden de San Agustín en la Provincia de Nuestra Señora del Buen Consejo, emitiendo sus votos el 4 de septiembre de 1961. Fue ordenado sacerdote el 21 de diciembre de 1968 e incardinado en la orden que pertenece.

### Episcopado
El 25 de mayo de 1996 el papa san Juan Pablo II lo nombra como Obispo Coadjutor de Chulucanas, pues la salud del anterior obispo había empezado a decaer. El 17 de agosto de 1996 fue ordenado obispo siendo su consagrador principal el obispo Juan Conway Mcnabb, O.S.A., diócesano de Chulucanas, y teniendo como co-consagradores a los prelados Fortunato Badelli, arzobispo titular de Mevania, y Óscar Rolando Cantuarias Pastor, arzobispo de Piura.
El 28 de octubre sucedió a Conway Macnabb, por su renuncia, en la sede episcopal de Chulucanas. En el año 2009 realizó junto con el episcopado peruano la visita ad limina a la sede apostólica en Roma. En su ministerio episcopal, promovió e impulso el Seminario Mayor "Santísima Trinidad" de Chulucanas, fundó el Centro Pastoral "Sagrada Familia" y la Radio Diocesana "Enmanuel". El 25 de julio de 2011 firmó un convenio con la Universidad Católica Sedes Sapientae para la formación y desarrollo de su jurisdicción. Fue elegido anteriormente como miembro del Consejo Permanente de la CEP. Se desenvolvió como responsable de Movilidad Humana y vicepresidente de la Comisión Episcopal de Pastoral Social de la CEP. Fue premiado por la Universidad de Villanova otorgándole el grado de Litterarum humanarum doctor (L.H.D.)
El 2 de abril del 2020, el papa Francisco acepta su renuncia al obispado.